# 김열 (공무원)
김열(金悅, 1949년 10월 22일 ~ , 울산)은 대한민국의 경제관료이자, 한국특허정보원장을 지낸 특허 분야 공무원이다.

## 학력
- 부산상업고등학교 졸업
- 서울대학교 경제학 학사
- 펜실베이니아대학교 대학원 경영학 석사

## 경력
- 1977 : 제20회 행정고시 합격
- 1997.09 ~ 1998.02 : 청와대 공보비서실 행정관
- 1998.09 ~ 1999.06 : 산업자원부 석유수급과장
- 1999.06 ~ 2001.06 : 산업자원부 가스산업과장
- 2001.06 ~ 2002.08 : 산업자원부 무역위원회 가격조사과장
- 2002.08 ~ 2003.11 : 산업자원부 무역위원회 조사총괄과장
- 2003.12 : 특허청 부이사관
- 2004.04 ~ 2004.10 : 특허청 정보기획관
- 2004.10 ~ 2006.04 : 특허청 국제지식재산연수원장
- 2006.04 ~ 2006.09 : 특허청 차장
- 2006.10 : 한국특허정보원장

| 전임 전상우 | 제18대 특허청 차장 2006년 4월 2일 ~ 2006년 10월 25일 | 후임 이태용 |